# 叶夫根尼娅·拉连科娃
叶夫根尼娅·米哈伊洛芙娜·拉连科娃（俄语：Евгения Михайловна Лаленкова，1990年9月8日—），旧姓德米特里耶娃（Дми́триева），俄罗斯女子速度滑冰运动员，2019年世界单程距离速度滑冰锦标赛女子团体追逐赛铜牌得主、2020年世界单程距离速度滑冰锦标赛女子1500米银牌得主、2021年世界速度滑冰锦标赛女子1500米和女子团体追逐赛铜牌得主。